# باران (فیلم ۱۹۹۵)
باران (انگلیسی: Barsaat) یک فیلم به کارگردانی راجکومار سانتوشی است که در سال ۱۹۹۵ منتشر شد. از بازیگران آن می‌توان به بابی دیول، موکش خانا، و دنی دنزونگپا اشاره کرد.